# Sjövik, Lidingö

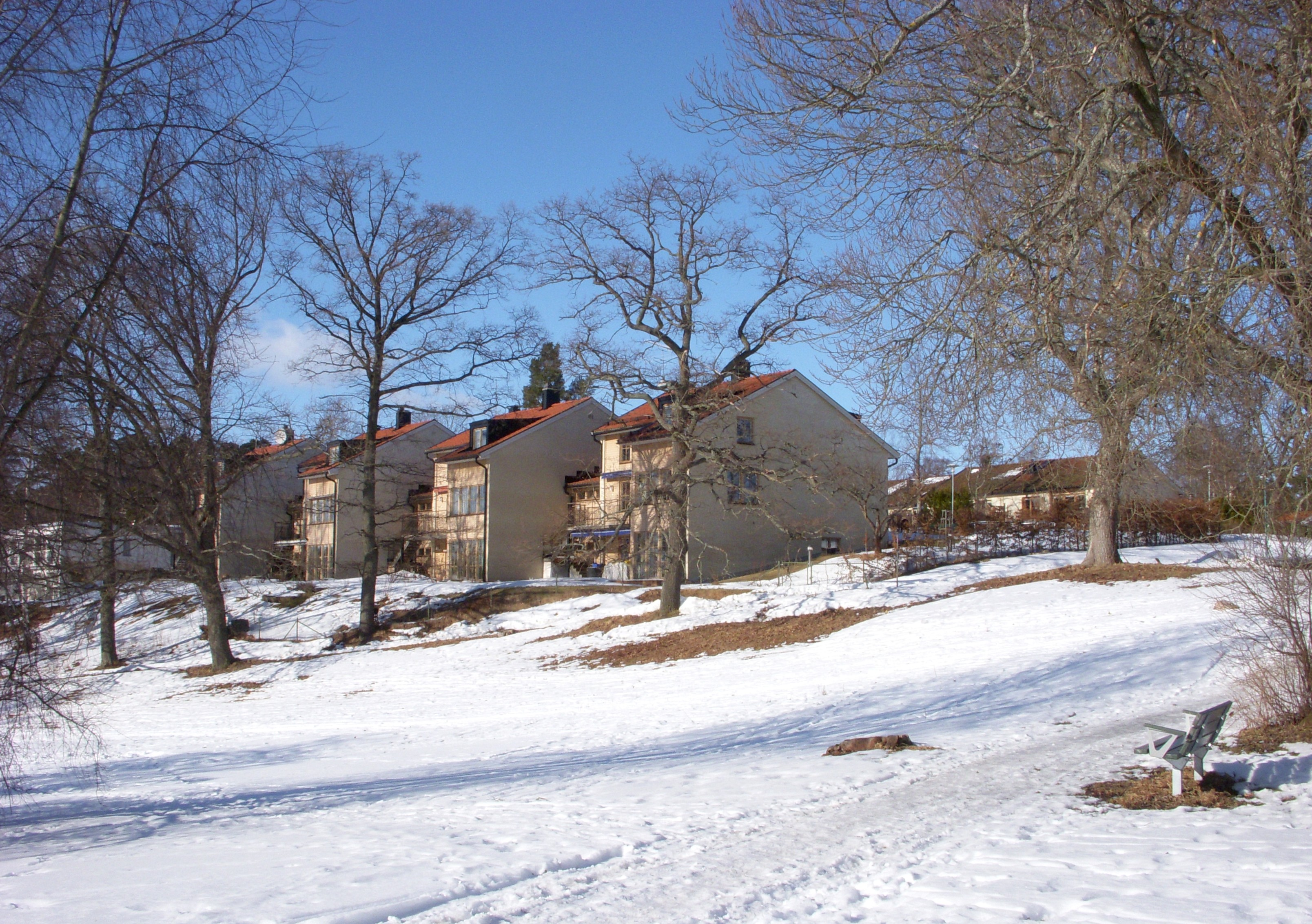
Sjöviks kedjehusbebyggelse i mars 2011.

Sjövik på Lidingö är ett mindre bostadsområde på Elfvikslandet inom det strandområde utefter Kyrkviken mot öster som är undantaget från Långängen-Elfviks naturreservat. Området som är bebyggt med friliggande villor och kedjeradhus, gränsar i öster mot Långnäs gård och Skogshem & Wijks konferensgårdar och i norr mot Elfviksvägen. Området är planeratatt utvidgas på den obebyggda västra sidan med ett begränsat antal stora villatomter inom kvarteret Furutorp.
Sjövik tillhörde i början av 1700-talet Långnäs gårds markområde.